# Haims Magarils
Haims Magarils (* 12. Apriljul. / 25. April 1922greg. in Riga; † 8. Dezember 1942 bei Tuganova, Staraja Russa) war ein lettischer Fußballspieler.

## Karriere und Leben
Haims Magarils spielte in seiner Fußballkarriere für Hakoah Riga in der Virslīga, der höchsten lettischen Spielklasse. In der Saison 1939/40 absolvierte er vier Ligaspiele. Nach dem Einmarsch der Roten Armee  in Lettland während des Zweiten Weltkriegs war Magarils mindestens im Jahr 1941 für Zvaigzne aktiv. Magarils nahm als Soldat in den Reihen der Roten Armee am Deutsch-Sowjetischen Krieg teil. Er fiel 1942 bei Tuganova in der Nähe von Staraya Russa im Alter von 20 Jahren.

## Weblink
- Lebenslauf bei kazhe.lv (lettisch)

| Personendaten    | Personendaten              |
| ---------------- | -------------------------- |
| NAME             | Magarils, Haims            |
| KURZBESCHREIBUNG | lettischer Fußballspieler  |
| GEBURTSDATUM     | 25. April 1922             |
| GEBURTSORT       | Riga, Lettland             |
| STERBEDATUM      | 8. Dezember 1942           |
| STERBEORT        | Staraja Russa, Sowjetunion |